# Los Bambucos
Los Bambucos fue un conjunto argentino de música tropical y jazz famoso en los años 1950.

## Carrera
Fue una orquesta formada en 1951, al disolverse la agrupación que dirigía Ken Hamilton, a quien el régimen peronista le prohibió actuar .  Pasaron por sus filas los pianistas Esteban Melchor y Bubby Lavecchia; Ángel Aparicio, Ventura Domingo Ruiz, Remo de Simone, Victor Pronzato, Jorge Buonsanti y Héctor Buonsanti en saxos; Isaac Kait como trompetista; Emilio Méndez en contrabajo; Antonio González en guitarra; Gilberto Poggi en batería y Charlie Robbins como vocalista .
Se trató de un conjunto que interpretaban todo tipo de temas, especialmente tropicales y de jazz tradicional, estos últimos con arreglos del Chivo Borraro. Sus ediciones discográficas las hicieron bajo el sello Pampa .
Hicieron varias actuaciones radiales junto con otras orquestas del momento como las de Raúl Fortunato, Varela-Varelita, Osvaldo Norton y su quinteto, Casablanca Jazz, San Francisco Jazz, Orquesta Continental, Atilio Bruni y los Sudamericanos.

## Temas interpretados
- Bicharada
- Moliendo Café
- La Banda de Alejandro
- Qué Dulzura!
- Sirena de Copacabana
- St. Louis Blues.
- Callejero
- Noche y día
- Te llevo bajo mi piel
- Mouilin Rouge
- Quiero verte sambar
- Maringa
- Encontré un nuevo amor
- Danza de Buck
- Mi limón, mi limonero
- La Serena